# Casa Rectoral (l'Ametlla del Vallès)
La Casa Rectoral és un edifici del municipi de l'Ametlla del Vallès (Vallès Oriental) protegit com a bé cultural d'interès local.

## Descripció
Rectoria alçada entre 1671 i 1727, adossada al temple parroquial amb una façana allargada en planta baixa amb soterrani. Té un porxo a la cantonada dreta, amb teulada a una vessant i sostingut per una columna rodona senzilla. La teulada té el carener paral·lel a la façana amb imbricacions. Les obertures són totes planes, de carreu, alineades. Hi ha una segona porta amb marquesina de teula àrab. En una de les finestres hi ha la data de 1671. A l'altra hi ha la mateixa data amb el nom del Rector Santmartí.

## Història
La Rectoria de l'Ametlla fou encarregada pel Rector Mn. Joan Santmartí, que fou l'artífex del gran complex Rectoria-Temple. No se sap com devia ser l'antiga Rectoria, però al cap de poc temps de l'arribada de Mn. Santmartí es començà a construir la nova. Es desconeix la data d'inici, però el 1668 ja devia ser acabada. A les finestres, però, es troba la de 1671. Per certs documents de l'època se sap que l'obra fou pagada pel mateix rector, que deixà una disposició per dir misses per la seva ànima cada primer dia de mes. Aquesta disposició romangué durant 50 anys fins que Joan Dalmau en demanà la revocació, adduint que el cost era massa carregós.
Hi ha una pedra amb l'escut d'armes, del qual en fa esment el decret del 1727.